# 21ji Made no Cinderella
Singles de Berryz Kōbō
Nanchū Koi wo Yatterū You Know?
(2005) Gag 100 Kaibun Aishite Kudasai
(2005)
21ji Made no Cinderella (２１時までのシンデレラ) est le 8e single du groupe de J-pop Berryz Kōbō.

## Présentation
Le single, écrit, composé et produit par Tsunku, sort le 3 août 2005 au Japon sur le label Piccolo Town. Il atteint la 13e place du classement des ventes hebdomadaire de l'Oricon. Il sort aussi deux semaines après au format "single V" (vidéo DVD). La chanson-titre du single figurera sur le deuxième album du groupe, Dai 2 Seichōki qui sort en novembre suivant, ainsi que sur sa compilation Special! Best Mini de fin 2005. C'est le dernier single avec la formation originale à huit membres, avant le départ de Maiha Ishimura en octobre suivant.

## Formation
Membres créditées sur le single :
- Saki Shimizu
- Momoko Tsugunaga
- Chinami Tokunaga
- Māsa Sudō
- Miyabi Natsuyaki
- Maiha Ishimura
- Yurina Kumai
- Risako Sugaya

## Liste des titres
Single CD
1. 21ji Made no Cinderella (２１時までのシンデレラ?)
2. Himitsu no U.TA.HI.ME (秘密のウ･タ･ヒ･メ?)
3. 21ji Made no Cinderella (Instrumental) (２１時までのシンデレラ...?)

Single V (DVD)
1. 21ji Made no Cinderella (２１時までのシンデレラ?) (Clip vidéo)
2. 21ji Made no Cinderella (Dance Shot Ver.) (２１時までのシンデレラ...?)
3. Making Eizô (メイキング映像?) (Making-of)